# ゲオルギ・パルヴァノフ
ゲオルギ・パルヴァノフ（ブルガリア語: Георги Първанов、1957年6月28日 - ）は、ブルガリアの政治家。元同国大統領。

## 人物
1957年6月28日、ペルニク州シリシュトニク村（ペルニク州コヴァチェフツィ自治体）出身。1975年、ペルニク市の数学中学校を卒業。その後、ソフィア大学の歴史学部に入り、1981年に卒業。1988年、歴史学で博士号を取得。
1981年から科学職員としてブルガリア共産党歴史研究所に勤め、ブルガリアの民族問題と社会・民主主義の起源に関する問題を研究した。1989年から上級科学職員。1992年から1996年までブルガリア社会党最高会議附属歴史・政治学研究センター長。
1981年からブルガリア社会党党員、1994年から同党副総裁、2000年からは同党総裁。1994年から国民議会代議員。
2002年1月22日、大統領に就任する。妻との間に2児を有する。
2009年1月25日、日本へ公式実務訪問賓客として来日した。当日、両国国技館で大相撲を観戦した。
大統領の三選は憲法で禁じられているため2011年の大統領選には出馬せず、翌年にロセン・プレヴネリエフ元地域開発・公共事業相に職を明け渡した。